# Kiss This
Kiss This è un album raccolta dei Sex Pistols, pubblicata nel Regno Unito nel 1992 dalla Virgin Records.

## Il disco
La prima edizione dell'album raccoglie tutti i brani di Never Mind the Bollocks, Here's the Sex Pistols (esclusa Bodies), più altre sei tracce di materiale registrato successivamente, tra le quali la cover di No Fun dei The Stooges e alcuni brani presenti su The Great Rock 'n' Roll Swindle. In seguito è stata pubblicata una seconda versione contenente anche la traccia Bodies ed altre tracce bonus. Esiste infine anche una versione limitata di questo album che comprende un bonus disc, con incluso un concerto dei Sex Pistols registrato a Trondheim (Norvegia) il 21 luglio del 1977, registrazione fatta in bassa fedeltà, come peraltro la maggior parte del materiale live della band.
Il titolo della compilation è tratto dal testo della canzone New York dei Sex Pistols, qui inclusa.

## Tracce[1]
Testi e musiche di Paul Cook, Steve Jones, Glen Matlock e Johnny Rotten, eccetto dove indicato.
1. Anarchy in the U.K. – 3:31
2. God Save the Queen – 3:18
3. Pretty Vacant – 3:15
4. Holidays in the Sun – 3:19
5. I Wanna Be Me – 3:06
6. Did you no Wrong – 3:09 (Lydon/Matlock/Nightingale/Cook/Jones)
7. No Fun – 6:21 (Alexander/Asheton/Asheton/Osterberg) – cover degli Stooges
8. Satellite – 3:58
9. Don't Give Me No Lip – 3:28
10. (I'm not your) Steppin' Stone – 3:06 (Boyce/Hart) – cover di Paul Revere & the Raiders
11. Bodies – 3:22
12. No Feelings – 2:48
13. Liar – 2:39
14. Problems – 4:09
15. Seventeen – 2:01
16. Submission – 4:10
17. New York – 3:03
18. EMI – 3:09
19. My Way – 4:03 (Anka/Revaud/François/Thibaut) – cover di Frank Sinatra
20. Silly Thing (versione singolo) – 2:49

## Formazione
- Johnny Rotten - voce
- Steve Jones - chitarra, basso e voce d'accompagnamento
- Glen Matlock - basso
- Paul Cook - batteria
- Sid Vicious - basso, voce solista in My Way, e voce d'accompagnamento